# Microphyllopteris
Microphyllopteris — викопний рід папоротеподібних рослин порядку Gleicheniales, що існував впродовж юрського та крейдового періодів. Скам'янілі відбитки рослини виявлені в Австралії, Новій Зеландії, Індії та Антарктиді.

## Опис
Види цього роду нагадують види сучасного роду Gleichenia. Вони мають перисто-зубчасті листя завдовжки до 8 см, з міцним, іноді рифленим листовим хребтом і невеликими, але товстими, розташованими супротивно або по черзі, округлими сегментами листя.

## Види
- Microphyllopteris delicata Miller and Hickey
- Microphyllopteris gieseckiana (Heer) Miller and Hickey
- Microphyllopteris gleichenoides (Oldham & Morris) Walkom. (1892)
- Microphyllopteris pectinata (Hector) E.Arber (1917)